# Horace Gwynne
Horace Gwynne   (Toronto, 5 d'octubre de 1912 - Toronto, 16 d'abril de 2001), també conegut com a Lefty Gwynne, va ser un boxejador canadenc que va competir durant la dècada de 1930.
El 1932 va prendre part en els Jocs Olímpics d'Estiu de Los Angeles, on guanyà la medalla de bronze'or en la categoria del pes gall, en guanyar la final a l'alemany Hans Ziglarski.
Posteriorment va passar al professionalisme. Va guanyar el títol professional canadenc de pes gall el 1939 i es va retirar després de dues derrotes. El seu balanç com a professional va ser de 40 victòries (6 KO), vuit derrotes (1 KO) i dos empats.
El 1955 fou inclòs al Canadian Boxing Hall of Fame.